# Fratellanza Sportiva Sestrese 1936-1937
Questa voce raccoglie le informazioni riguardanti la Fratellanza Sportiva Sestrese nelle competizioni ufficiali della stagione 1936-1937.

## Rosa
| N. |                   | Ruolo | Calciatore           |
| -- | ----------------- | ----- | -------------------- |
|    | Italia (bandiera) | D     | Giordano Bonelli     |
|    | Italia (bandiera) |       | Angelo Canessa       |
|    | Italia (bandiera) | A     | Enrico Cerutti       |
|    | Italia (bandiera) | A     | Riccardo Fossati     |
|    | Italia (bandiera) |       | Antonio Giordani     |
|    | Italia (bandiera) | D     | Antonio Lucchese     |
|    | Italia (bandiera) |       | Domenico Oliva       |
|    | Italia (bandiera) |       | Guglielmo Pedrinetti |

| N. |                   | Ruolo | Calciatore        |
| -- | ----------------- | ----- | ----------------- |
|    | Italia (bandiera) |       | Ettore Pesce      |
|    | Italia (bandiera) |       | Angiolino Remaggi |
|    | Italia (bandiera) | A     | Raffaele Rivolo   |
|    | Italia (bandiera) |       | Dino Sabattini    |
|    | Italia (bandiera) |       | Amedeo Sconfienza |
|    | Italia (bandiera) |       | Bruno Solari      |
|    | Italia (bandiera) |       | Francesco Taverna |
|    | Italia (bandiera) |       | Luciano Testa     |